# Apantesis floridana
Apantesis floridana là một loài bướm đêm thuộc phân họ Arctiinae, họ Erebidae.